# George Duning
George Duning (Richmond, Indiana, 25 de febrer de 1908 - San Diego, 27 de febrer de 2000) fou un músic i compositor de cinema estatunidenc.
Fou educat al Conservatori de Música de Cincinnati, Ohio, amb el professor Mario Castelnouvo-Tedesco. Als 20 anys va tocar la trompeta i el piano per la banda de Kay Kyser, més tard va arranjar la majoria de la música per un popular programa de ràdio de Kyser anomenat Kollege of Musical Knowledge. Va ser durant l'aparició de la banda Kyser a Carolina Moon (1944) que el treball de Duning es comença a tenir en compte i aconsegueix un contracte de Columbia. Duning va servir a l'Armada el 1942 com a director i arranjador a la ràdio de les Forces Armades.
Morris Stoloff va fitxar a Duning per la Columbia Pictures el 1946, on va treballar gairebé exclusivament fins a principis de la dècada de 1960, col·laborant sovint amb el director Richard Quine. D'entre les seves millors bandes sonores n'hi ha tres exemples del gènere de western: El tren de les 3:10, Cowboy i Dos cavalquen junts. També destaquen La meva germana Eileen, The World of Suzie Wong, Me and the Colonel, The Devil at Four O'Clock, Bell, Book, and Candle, Any Wednesday, i Joguines a les golfes.
Duning va compartir crèdits amb Nelson Rodlel per a l'adaptació del gran èxit de Rodgers and Hart en la pel·lícula Pal Joey protagonitzada per Frank Sinatra i Rita Hayworth.
Durant la seva carrera, va treballar en més de 300 pel·lícules i sèries de televisió. La qualitat del seu treball es va mantenir constant i molt elevada en qualsevol mitjà. Nominat cinc vegades per a un Premi de l'Acadèmia, mai el va guanyar.

## Filmografia
- 1939: That's Right - You're Wrong
- 1944: Strange Affair
- 1944: Carolina Blues
- 1945: Youth on Trial
- 1945: Tahiti Nights
- 1946: The Devil's Mask
- 1946: The Man Who Dared
- 1946: The Jolson Story
- 1947: Johnny O'Clock
- 1947: The Guilt of Janet Ames
- 1947: The Corpse Came C.O.D.
- 1947: La deessa de la dansa (Down to Earth)
- 1947: Her Husband's Affairs
- 1947: Devil Ship
- 1948: I Love Trouble
- 1948: To the Ends of the Earth
- 1948: Adventures in Silverado
- 1948: The Man from Colorado
- 1948: The Gallant Blade
- 1948: The Untamed Breed
- 1948: The Return of October
- 1948: The Dark Past
- 1949: Shockproof
- 1949: Slightly French
- 1949: The Undercover Man
- 1949: Johnny Allegro
- 1949: The Doolins of Oklahoma
- 1949: Passió per l'or
- 1949: Jolson Sings Again
- 1949: All the King's Men
- 1949: And Baby Makes Three
- 1949: Sons of New Mexico
- 1950: Cargo to Capetown
- 1950: No Sad Songs for Me
- 1950: The Petty Girl
- 1950: Convicted
- 1950: Between Midnight and Dawn
- 1950: L'envejosa (Harriet Craig)
- 1950: The Flying Missile
- 1951: Al Jennings of Oklahoma
- 1951: Her First Romance
- 1951: Lorna Doone
- 1951: The Texas Rangers
- 1951: Two of a Kind
- 1951: The Lady and the Bandit
- 1951: La banda (The Mob)
- 1951: Corky of Gasoline Alley
- 1951: The Family Secret
- 1951: The Barefoot Mailman
- 1951: Lluita a mort (Man in the Saddle)
- 1952: Scandal Sheet
- 1952: Paula, de Rudolph Maté
- 1952: Sound Off
- 1952: La dama de Trinidad (Affair in Trinidad)
- 1952: Captain Pirate
- 1952: Assignment: Paris
- 1953: L'últim comanxe (Last of the Comanches)
- 1953: Salomé (Salome)
- 1953: La bella del Pacífic (Miss Sadie Thompson)
- 1953: Target Hong Kong
- 1953: Amor a mitjanit (Let's Do It Again)
- 1953: Cruisin' Down the River
- 1953: Febre de venjança (Gun Fury)
- 1953: Killer Ape
- 1953: Bad for Each Other
- 1954: The Battle of Rogue River
- 1954: The Iron Glove
- 1954: Massacre Canyon
- 1955: Three for the Show, de H. C. Potter
- 1955: Tight spot
- 1955: New Orleans Uncensored
- 1955: Against the House
- 1955: L'home de Laramie (The Man from Laramie)
- 1955: The Gun That Won the West
- 1955: La meva germana Eileen (My Sister Eileen)
- 1955: Count Three and Pray
- 1955: L'abella reina (Queen Bee)
- 1955: Three Stripes in the Sun
- 1955: Pícnic (Picnic)
- 1956: La història d'Eddy Duchin (The Eddy Duchin Story)
- 1956: Storm center
- 1956: You Can't Run Away from It
- 1956: Reprisal!
- 1956: Full of Life Life
- 1957: Nightfall de Jacques Tourneur
- 1957: Utah Blaine
- 1957: The Shadow on the Window
- 1957: The Man Who Turned
- 1957: Jeanne Eagels
- 1957: Operació Nit Boja (Operation Mad Ball)
- 1957: Els germans Rico (The Brothers Rico)
- 1957: Alcoa Theatre Theatre (sèrie TV)
- 1958: Cowboy
- 1958: Gunman's Walk
- 1958: Apache Territory
- 1958: The Donna Reed Show (sèrie TV)
- 1958: Me and the Coronel
- 1958: Houseboat
- 1958: Bell Book and Candle
- 1959: Gunmen from Laredo
- 1959: La indòmita i el milionari (It Happened to Jane)
- 1959: Dennis the Menace (sèrie TV)
- 1959: The Last Angry Man, de Daniel Mann
- 1959: Misteri en el vaixell perdut (The Wreck of the Mary Deare)
- 1959: 1001 Arabian Nights
- 1960: Two Faces West (sèrie TV)
- 1960: Un estrany a la meva vida (Strangers When We Meet)
- 1960: All the Young Men
- 1960: Let No Man Write My Epitaph
- 1960: The World of Suzie Wong
- 1960: The Wackiest Ship in the Army
- 1961: Plorar d'alegria (Cry for Happy)
- 1961: Gidget Goes Hawaiian
- 1961: Dos cavalquen junts (Two Rode Together)
- 1961: El diable a les quatre (The Devil at 4 O'Clock)
- 1961: Sail a Crooked Ship
- 1962: La misteriosa dama de negre (The Notorious Landlady)
- 1962: 13 West Street
- 1962: That Touch of Mink
- 1963: Critic's Choice
- 1963: Island of Love
- 1963: Joguines a les golfes (Toys in the Attic)
- 1963: The Three Stooges Scrapbook
- 1963: Who's Been Sleeping in My Bed?
- 1964: Quin mariner! (Ensign Pulver)
- 1965: Dear Brigitte
- 1965: My Blood Runs Cold
- 1965: Brainstorm
- 1966: "The Time Tunnel" (sèrie TV)
- 1966: Any Wednesday
- 1967: "Cimarron Strip" (sèrie TV)
- 1969: Then Came Bronson (TV)
- 1970: Hastings Corner (TV)
- 1970: Quarantined (TV)
- 1970: But I Don't Want to Get Married! (TV)
- 1971: Yuma (TV)
- 1971: Getting Together (sèrie TV)
- 1971: Black Noon (TV)
- 1972: The Woman Hunter (TV)
- 1972: A Great American Tragedy (TV)
- 1972: Climb an Angry Mountain (TV)
- 1973: Honor Thy Father (TV)
- 1973: Terror in the Wax Museum
- 1973: Arnold
- 1975: The Abduction of Saint Anne (TV)
- 1978: Child of Glass (TV)
- 1980: The Man with Bogart's Face
- 1980: Top of the Hill (TV)
- 1980: The Dream Merchants (TV)
- 1981: Goliath Awaits (TV)
- 1983: Zorro and Son (sèrie TV)